# Tomomi Matsuda
Tomomi Matsuda (jap. 松田 友美, Matsuda Tomomi; * 5. Mai 1982 in der Präfektur Nagasaki) ist eine japanische Badmintonspielerin. 

## Karriere
Tomomi Matsuda gewann 2003 Bronze bei der Asienmeisterschaft im Damendoppel mit Aki Akao. Beide nahmen auch an den Allgemeinen Japanischen Meisterschaften teil, wo sie 2003 und 2004 den dritten Platz, 2005 den zweiten Platz, sowie 2006 und 2007 erneut den dritten Platz erreichten.
Bei der Weltmeisterschaft 2006 erkämpften beide gemeinsam Platz 9. Im Mixed mit Keita Masuda schied sie bei derselben Veranstaltung dagegen schon in der ersten Runde aus. Bei der Weltmeisterschaft 2007 belegten Tomomi Matsuda und Aki Akao erneut Platz 9. Bei den US Open desselben Jahres schafften sie es dagegen bis ins Finale, unterlagen dort jedoch ihren Landsleuten Miyuki Maeda und Satoko Suetsuna knapp in drei Sätzen. Bei der French Super Series 2007 stand die Paarung im Viertelfinale ebenso wie bei der Japan Super Series 2007 und der Swiss Open Super Series 2007.

## Sportliche Erfolge
Tomomi Matsuda verzeichnete zahlreiche sportliche Erfolge:
| Saison | Veranstaltung               | Disziplin   | Platz | Name                      |
| ------ | --------------------------- | ----------- | ----- | ------------------------- |
| 2000   | Junioren-Asienmeisterschaft | Damenteam   | 3     | Japan                     |
| 2002   | Croatian International      | Dameneinzel | 2     | Tomomi Matsuda            |
| 2003   | Japan: Einzelmeisterschaft  | Damendoppel | 3     | Tomomi Matsuda / Aki Akao |
| 2003   | Asienmeisterschaft          | Damendoppel | 3     | Tomomi Matsuda / Aki Akao |
| 2004   | Japan: Einzelmeisterschaft  | Damendoppel | 3     | Tomomi Matsuda / Aki Akao |
| 2005   | Japan: Einzelmeisterschaft  | Damendoppel | 2     | Tomomi Matsuda / Aki Akao |
| 2006   | Japan: Einzelmeisterschaft  | Damendoppel | 3     | Tomomi Matsuda / Aki Akao |
| 2006   | Weltmeisterschaft           | Damendoppel | 9     | Tomomi Matsuda / Aki Akao |
| 2007   | Japan: Einzelmeisterschaft  | Damendoppel | 3     | Tomomi Matsuda / Aki Akao |
| 2007   | Weltmeisterschaft           | Damendoppel | 9     | Tomomi Matsuda / Aki Akao |
| 2007   | US Open                     | Damendoppel | 2     | Tomomi Matsuda / Aki Akao |
| 2007   | French Open                 | Damendoppel | 5     | Tomomi Matsuda / Aki Akao |
| 2007   | Swiss Open                  | Damendoppel | 5     | Tomomi Matsuda / Aki Akao |
| 2007   | Japan Open                  | Damendoppel | 5     | Tomomi Matsuda / Aki Akao |
| 2008   | Uber Cup                    | Damenteam   | 9     | Japan                     |

## Weblink
- Tomomi Matsuda beim Badminton-Weltverband